# Reykjavík Einherjar 2019
Questa voce raccoglie le informazioni riguardanti i Reykjavík Einherjar nella stagione 2019.
Gli Einherjar sono l'unica squadra senior islandese di football americano, perciò giocano unicamente incontri amichevoli. Esistono invece altre società giovanili, pertanto la formazione Under-19 gioca incontri validi per il titolo nazionale.

## Prima squadra

### Amichevoli
| Kópavogur 2 marzo 2019, ore 19:30 | Reykjavík Einherjar | 41 – 13 | Hof Jokers | Kórinn |

| Kópavogur 16 marzo 2019, ore 19:30 | Reykjavík Einherjar | 7 – 36 | Empire State Wolfpack | Kórinn |

| Reykjavík 11 maggio 2019 | Reykjavík Einherjar | 28 – 42 | Kuopio Steelers | Egilshöll |

| Akranes 16 novembre 2019, ore 16:00 | Reykjavík Einherjar | 38 – 20 | Pforzheim Wilddogs | Akraneshollin |

| Kópavogur 30 novembre 2019, ore 19:30 | Reykjavík Einherjar | 38 – 14 | Salzburg Ducks | Kórinn |

## Under-19

### Amichevoli
| Kópavogur 23 marzo 2019, ore 20:30 | Reykjavík Einherjar | 32 – 29 | Bielefeld Bulldogs | Kórinn |

### Campionato
| 11 agosto 2019, ore 18:00 | Reykjavík Einherjar | v – p | Spartverjar |  |

| 24 agosto 2019, ore 17:00 | Reykjavík Einherjar | v – p | Stormþursar |  |

## Statistiche di squadra
| Competizione | %Vittorie | In casa | In casa | In casa | In casa | In casa | In casa | In trasferta | In trasferta | In trasferta | In trasferta | In trasferta | In trasferta | Totale | Totale | Totale | Totale | Totale | Totale |
| Competizione | %Vittorie | G       | V       | N       | P       | Pf      | Ps      | G            | V            | N            | P            | Pf           | Ps           | G      | V      | N      | P      | Pf     | Ps     |
| ------------ | --------- | ------- | ------- | ------- | ------- | ------- | ------- | ------------ | ------------ | ------------ | ------------ | ------------ | ------------ | ------ | ------ | ------ | ------ | ------ | ------ |
| Amichevoli   | .600      | 5       | 3       | 0       | 2       | 142     | 125     | 0            | 0            | 0            | 0            | 0            | 0            | 5      | 3      | 0      | 2      | 142    | 125    |
| Totale       | .600      | 5       | 3       | 0       | 2       | 142     | 125     | 0            | 0            | 0            | 0            | 0            | 0            | 5      | 3      | 0      | 2      | 142    | 125    |